# Жилкование листа

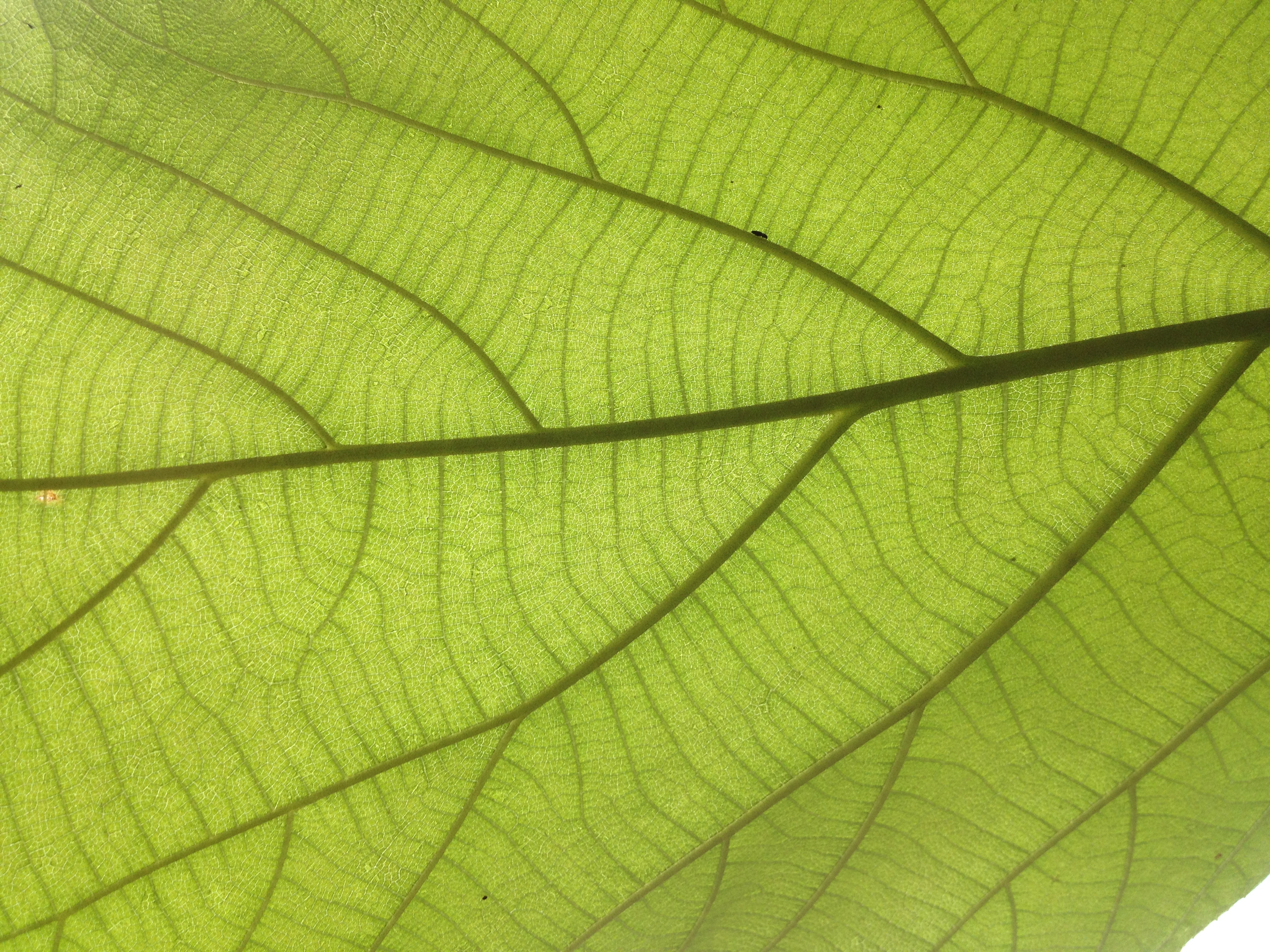
Перистонервное жилкование листа — от основной центральной жилки отходят жилки второго порядка

Жилкование, или нервация листа, — распределение проводящих пучков (жилок) в листьях, по которым транспортируются вода с растворёнными в ней минеральными веществами и продукты фотосинтеза.
Жилки служат притоку воды и питательных веществ, выведению ассимилятов (продуктов, образующихся в живых существах путем превращения чужеродных веществ в собственные вещества организма), а также механической жёсткости листовой пластинки. Расположение жилок на листе растения в ботанике называется узором жилкования.

## Дифференциация жилок
Жилки первого порядка, или первичные жилки, представляют собой самые толстые, главные жилки листа. От первичных жилок отходят более тонкие вторичные жилки, от вторичных — третичные и т. д.

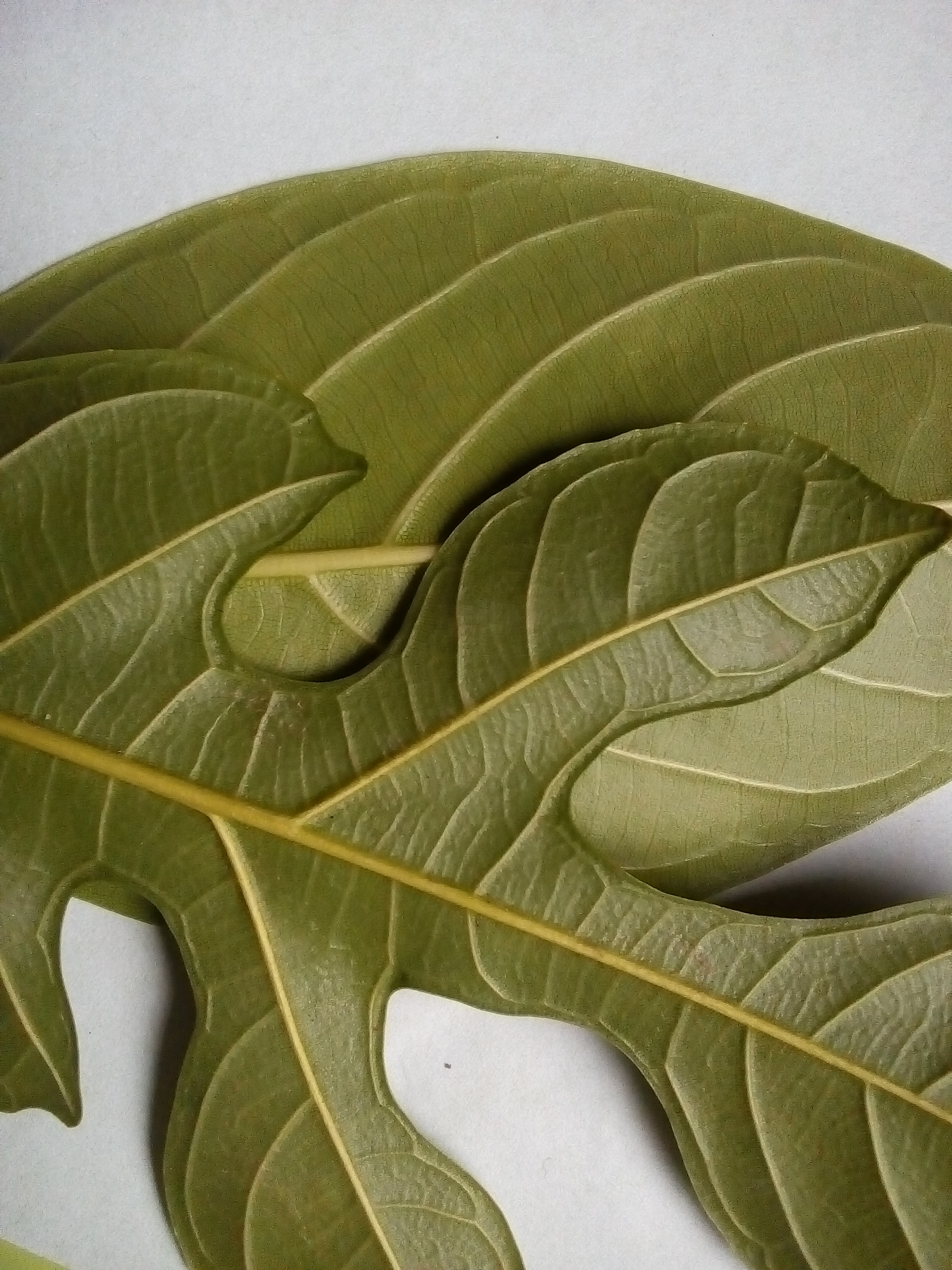
Лист Артокарпус разнолистный|артокарпуса разнолистного (Artocarpus heterophyllus). Крупные жилки выступают с нижней стороны пластинки, играя роль рёбер жесткости

Различна и функциональная нагрузка, выполняемая жилками разного порядка в пределах пластинки. Так, продукты фотосинтеза аккумулируют только жилки 3—5-го порядка. При этом на долю мелких жилок приходится до 95 % общей протяженности жилок листа. Более крупные жилки низких порядков выполняют проводящую и опорную функции.
Жилки первого порядка содержат флоэму и ксилему.
Мелкие жилки проходят по самой толще мезофилла, образуя между крупными жилками густоразветвленную сеть. Если они располагаются в средней части мезофилла, обычно под палисадной хлоренхимой, то находятся в верхнем слое губчатой паренхимы.
Плотная сеть жилок в сочетании с эпидермой, покрытой кутикулой, предохраняют пластинку листа от разрывов под действием ветра или дождя. В её состав входят также механические ткани. Крупные жилки часто выступают с нижней стороны пластинки, играя роль рёбер жесткости.
У некоторых однодольных растений центральная жилка (вместе с сопутствующими ей механическими тканями) образует на нижней поверхности листовой пластинки (а у некоторых растений и на влагалище) длинный выступ, который имеет название киль.

## Типы жилкования

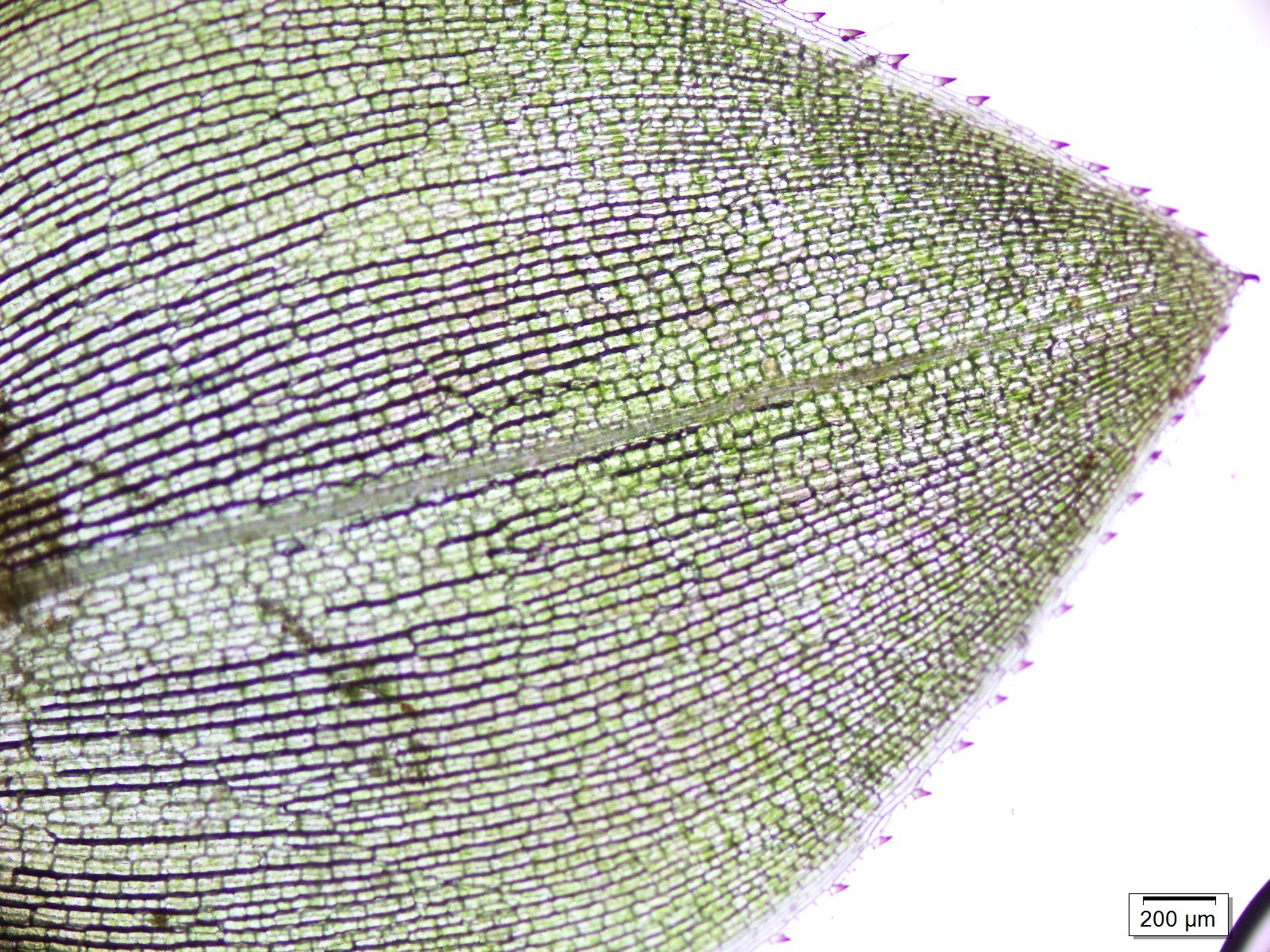
Простое жилкование. Лист Элодея канадская|элодеи канадской (Elodea canadensis) под микроскопом.

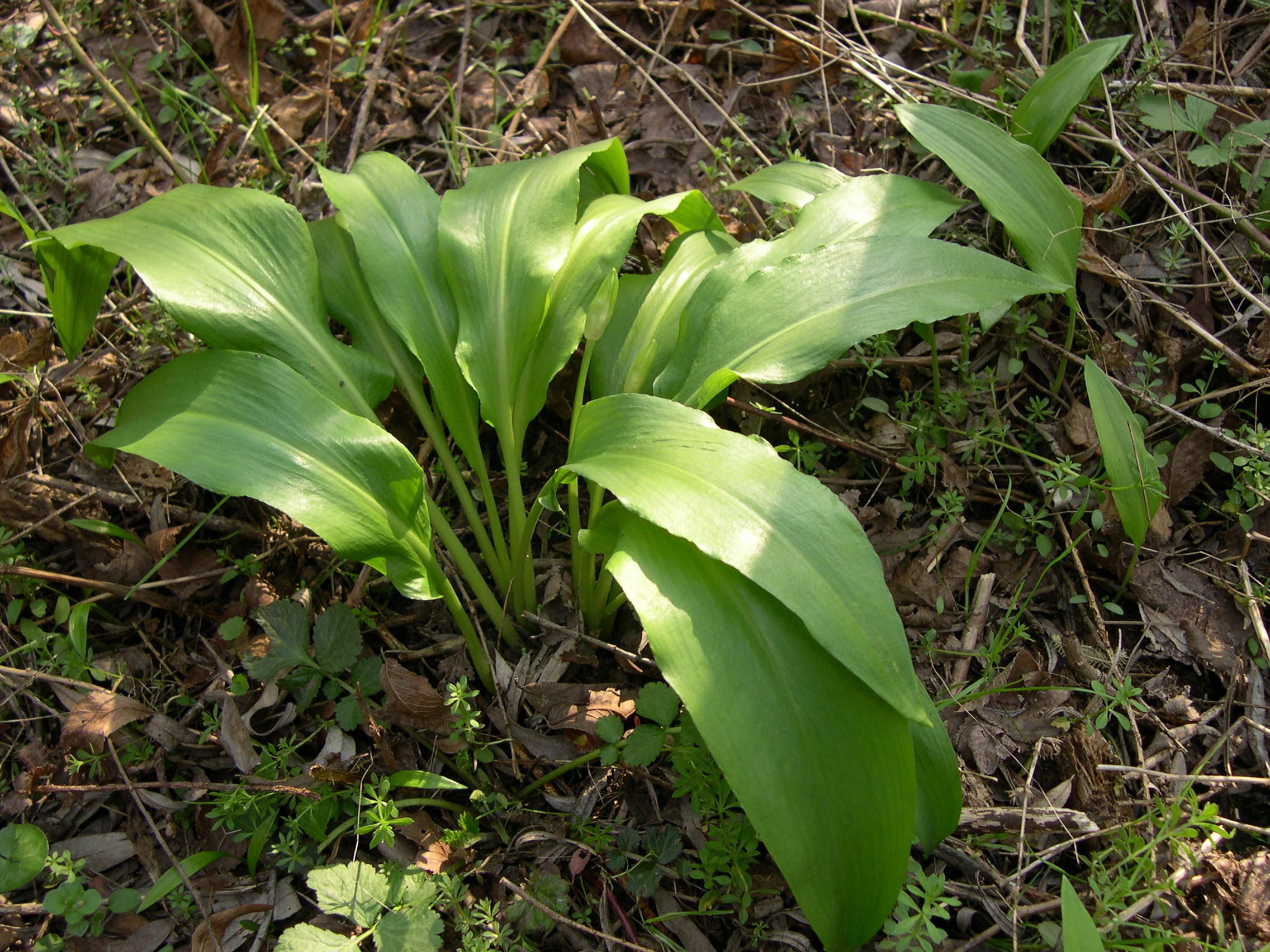
Параллельное жилкование листьев черемша|черемши (Allium ursinum)

Существует два подкласса жилкования: краевое (основные жилки доходят до концов листьев) и дуговидное (основные жилки проходят почти до краёв листа, но поворачивают, не доходя до него).
Типы жилкования:
- Простое — когда жилки не ветвятся и не соединяются перемычками (например, у многих хвойных, плаунов, элодеи). У хвойных лист содержит одну жилку[1].
- Дихотомическое — доминирующие жилки отсутствуют, жилки многократно вильчато ветвятся, перемычек или анастомозов между ответвлениями жилок нет. Встречается у гинкго (Ginkgo) и некоторых папоротников.

- Сетчатое — вторичные жилки расходятся от основных подобно пёрышку и разветвляются на другие маленькие жилки, таким образом создавая сложную систему. Такой тип жилкования типичен для двудольных растений[8]. В свою очередь сетчатое жилкование делится на:Лист Dossinia marmorata с сетчатыми жилками

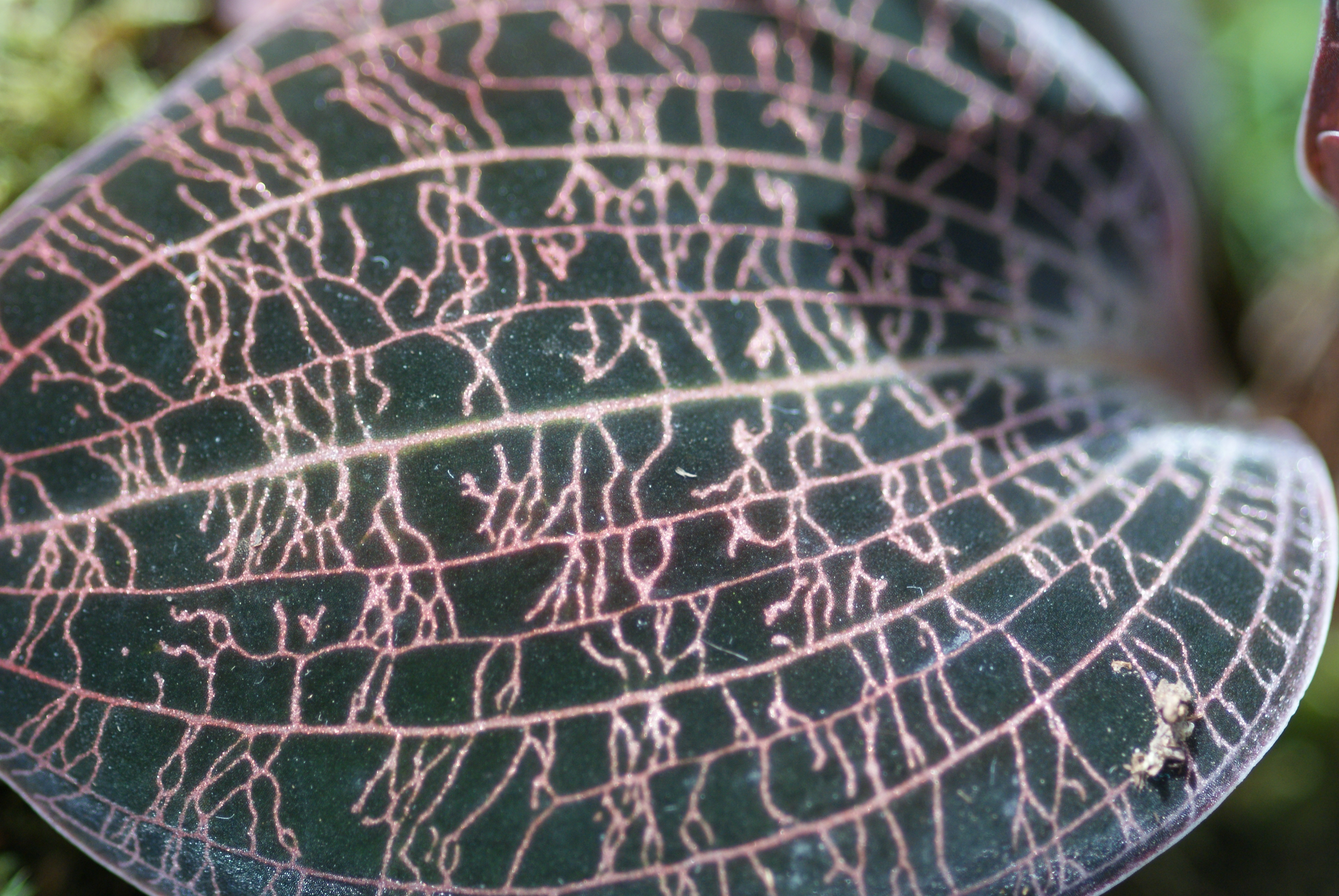
Лист Dossinia marmorata с сетчатыми жилками

  - Перистонервное (от лат. nervus — жила, нерв) или перистожилковатое[9] — лист имеет обычно одну основную жилку и множество более мелких, ответвляющихся от основной и идущих параллельно друг к другу. Этот тип жилкования характерен для большинства двудольных. Пример — яблоня (Malus). Боковые (вторичные) жилки отходят от средней (первичной) жилки под более или менее острым, редко прямым углом. В зависимости от экологических условий средняя жилка, а также черешок бывают развиты в большей или меньшей степени. Усиление средней жилки связано с увеличени ем её роли как главной магистральной линии, а усиление черешка связано с повышением его механических функций. Мощное развитие средней жилки и черешка особенно характерно для вечнозеленых листьев деревьев тропических и субтропических дождевых лесов. Листья этих растений обычно крупные и тяжелые и поэтому снабжены мощным черешком, который имеет более или менее цилиндрическую форму[9]. Перистонервное жилкование может быть совершенно перистым (краевым), когда боковые жилки доходят до края листовой пластинки (дуб, ольха, береза, вяз), и не совершенно перистым (дуговидным), когда боковые жилки не достигают окраины листа, а разветвляются и соединяются между собой петлями (ивы, черемуха, груша)[10].
  - Радиальное — лист имеет три основных жилки, исходящих от его основания. Пример — краснокоренник, или цеанотус (Ceanothus).
  - Пальчатое или дланевидное или лучистое[11] — несколько основных жилок радиально расходятся недалеко от основания черешка. Пример — клён (Acer).
  - Дуговидно-кривобежное — первичные (главные) жилки вступают по нескольку и всегда более или менее отдельно в пластинку, причем внешние из них направляются параллельно краю пластинки дугой к вершине листа. Многие из боковых первичных жилок не достигают вершины пластинки и присоединяются к соседней жилке. Вторичные жилки, такие тонкие и нежные, что их часто нельзя заметить простым глазом, образуют всегда перемычки (так называемые комиссуральные жилочки), соединяющие в поперечном направлении соседние главные жилки. Подобное жилкование наблюдается у многих однодольных, например у рода хоста (Hosta), банановых, канновых[12].
  - Параллельное (от др.-греч. paralleos — рядом идущий) — первичные жилки идут параллельно вдоль всего листа, от его основания до кончика, сходясь на его верхушке[13]. Первичные жилки соединены прямыми или косыми перемычками — тонкими комиссуральными жилочками[14] или анастомозами[15]. Типично для линейных листьев однодольных растений, таких как злаки (Poaceae).

Двудольные и однодольные растения нестрого разграничены по типу жилкования. Дуговидное жилкование встречается у двудольных (подорожник, козлобородник), сетчатое у однодольных (ароидные, орхидные).

## Значение жилкования в науке
В классической ботанике жилки листьев — это морфологический признак, используемый для определения родства. Однако эта особенность имеет ограниченное значение: с некоторыми таксонами родство можно очень хорошо определить по жилкам листьев, с другими таксонами это не работает. В палеоботанике жилки листьев используются для сравнения окаменелых листьев с листьями современных видов и для определения родства.

## Галерея

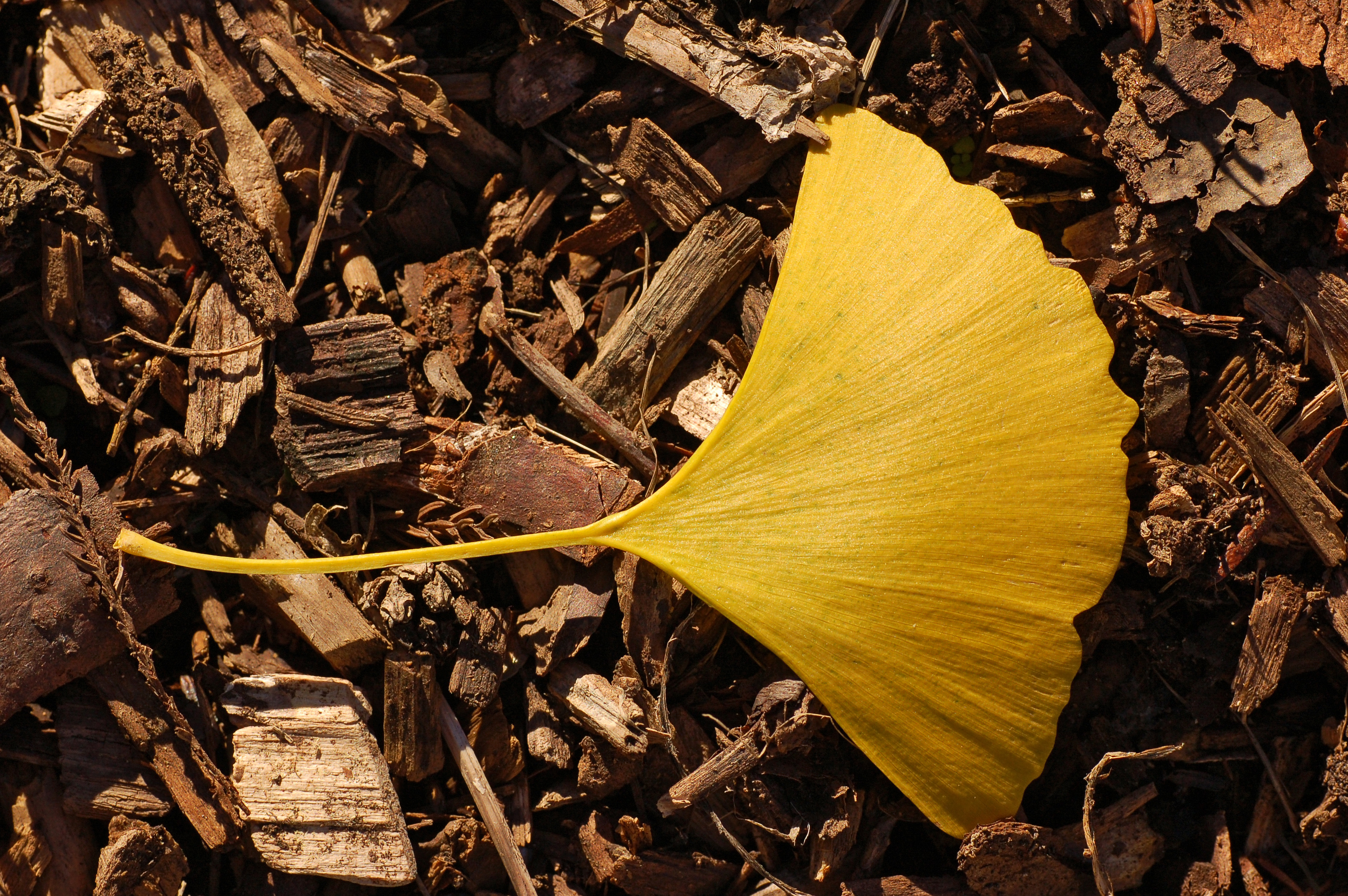
Дихотомическое жилкование гинкго двулопастный (Ginkgo biloba)
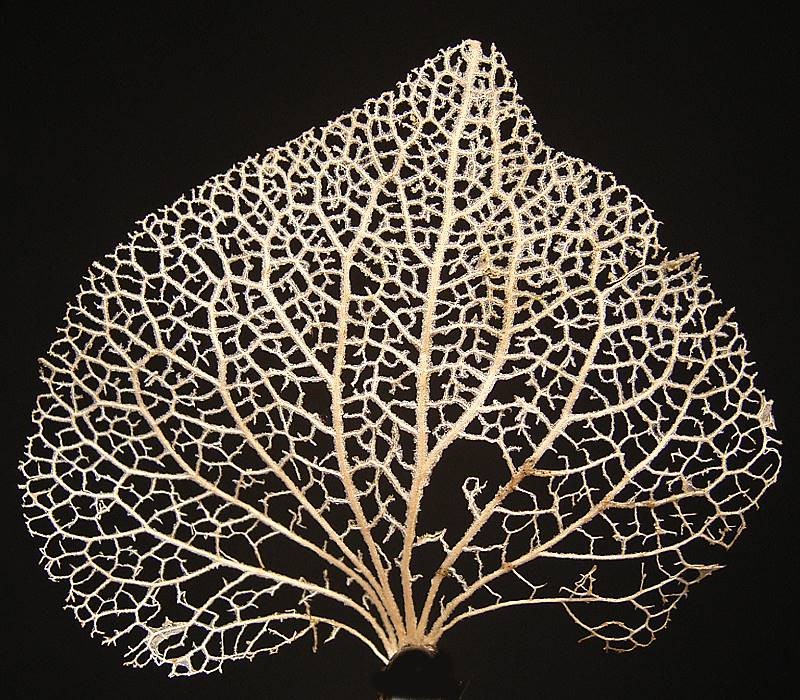
Сетчатое перистонервное жилкование гортензии (Hydrangea)
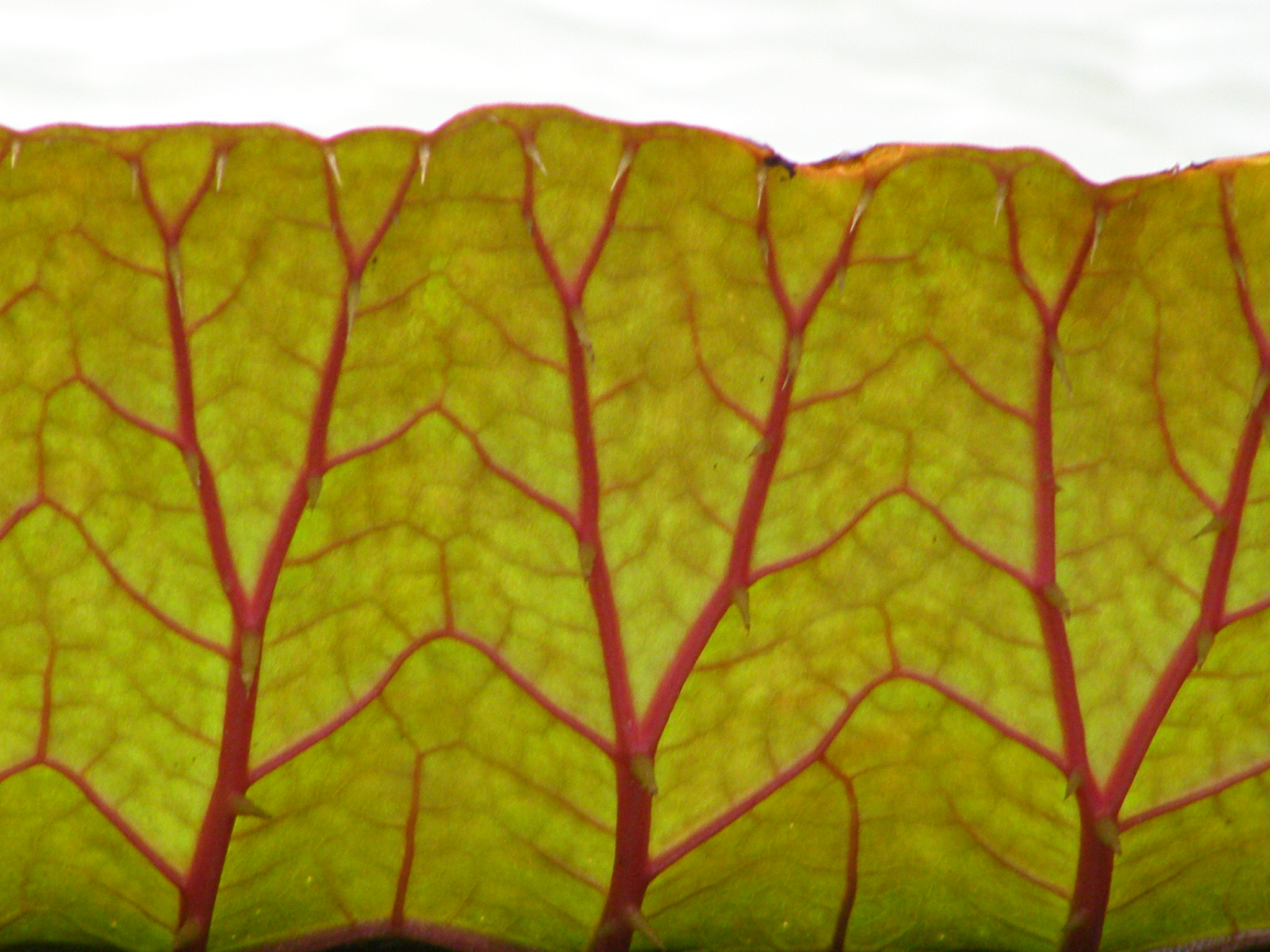
Victoria amazonica
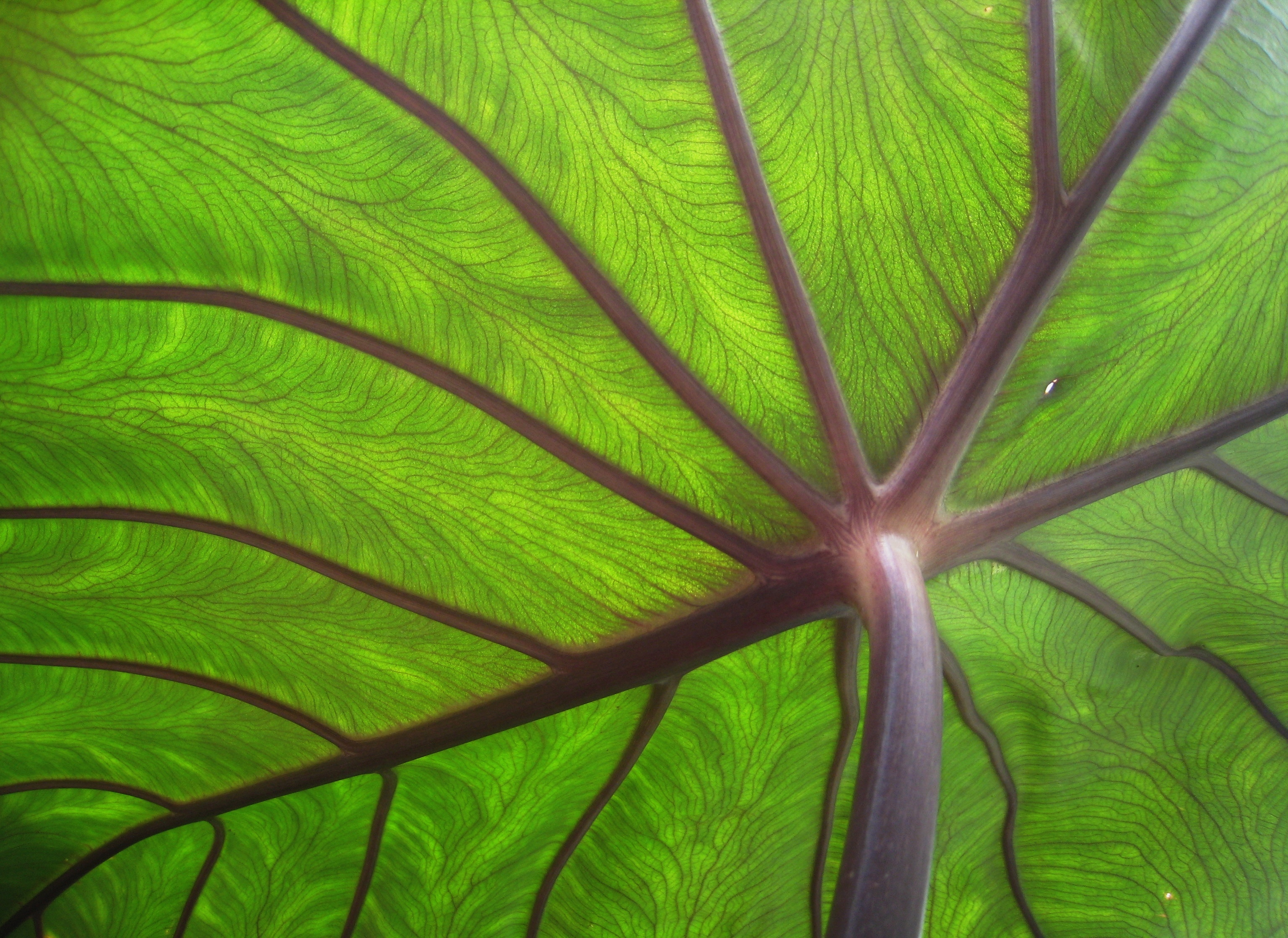
Taro
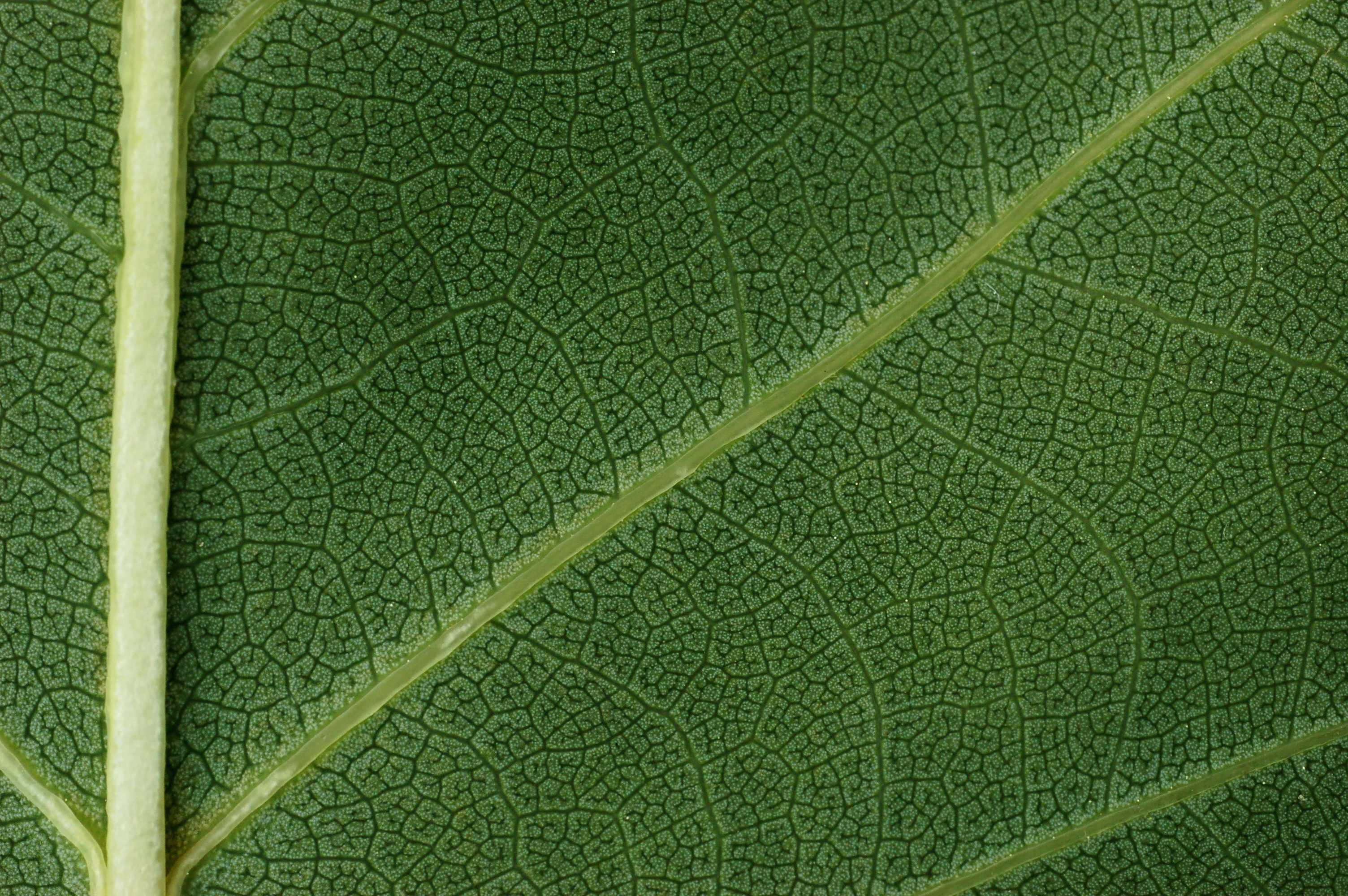
Liriodendron tulipifera